# 格诺茨海姆
格诺茨海姆是德国巴伐利亚州的一个市镇。总面积12.48平方公里，总人口862人，其中男性434人，女性428人（2011年12月31日），人口密度69人/平方公里。